# Trigomphus nigripes
Trigomphus nigripes – gatunek ważki z rodziny gadziogłówkowatych (Gomphidae).